# Petr Kružić
Petr Kružić (chorvatsky Petar Kružić, maďarsky Krusics Péter, německy Peter Krusitsch, 16. října 1491 – 12. března 1537, Klis či okolí Solinu) byl chorvatský šlechtic z rodu Kružićů a vojevůdce. Proslavil se zejména obranou města a pevnosti Klis proti Osmanům v Chorvatském království.

## Život

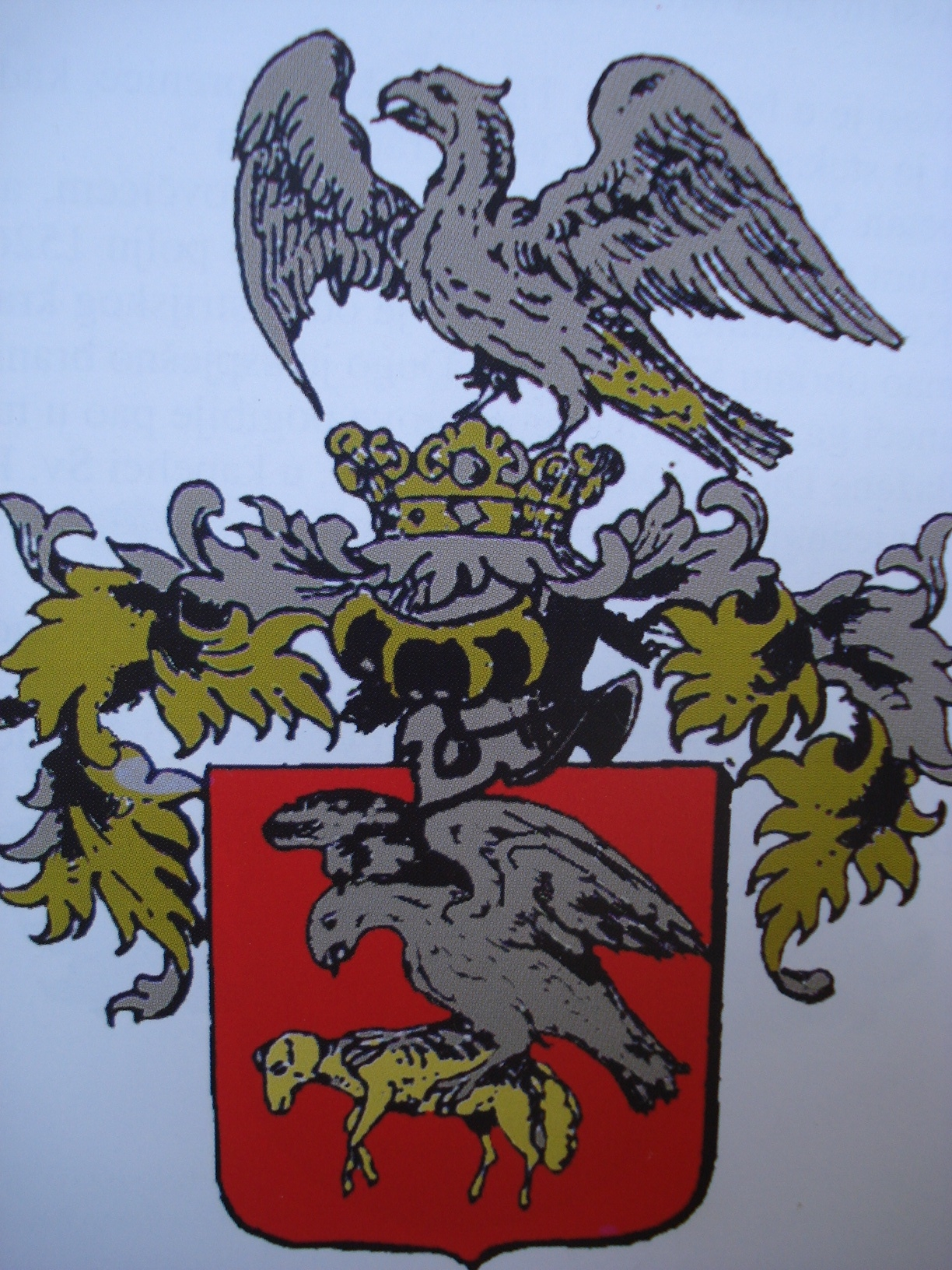
Erb šlechtického rodu Kružićů

Kružić byl pánem pevnosti a města Klis poblíž Solinu asi 15 km od Splitu ve střední Dalmácii, která v jeho době vzkvétala, podle něhož se psal jako „kliški knez“ (kníže klisský).
Po 15 let se mu dařilo bránit Klis proti osmanským útokům. V roce 1524, když na několik dní odcestoval do Senje, aby naverboval vojáky, město obklíčil osmanský generál Mustafa. Když se Kružić přes solinský přístav vrátil, rozdrtil výrazně početnější osmanské síly.
Po porážce v bitvě u Moháče a pádu Obrovce v roce 1526 bylo město ze všech stran znovu obklíčeno Osmany. Klis se prostřednictvím zrady dostal do rukou nepřátel, když byl Petr Kružić v Anconě naverbovat nové vojáky. Na to rychle zareagoval a s asi 2000 vojáky se vrátil zpět na Klis. Znovu porazil Osmany a dobyl zpět sousední město Solin, které bylo krátce poté znovu dobyto Osmany.
Kružić se často spoléhal na pomoc Svatého stolce. Papežové Klement VII. a Pavel III. skutečně Kružiće podpořili, a to natolik, že sultán Sulejman I. prohlásil Klis za "papežské město", a proto musí být za každou cenu dobyto.
V roce 1531 nechal Kružić postavit schodiště poutního kostela v Trsatu, které dodnes nese jeho jméno.
V roce 1535 byli Osmané lstí vlákáni do města Klisu, o kterém se domnívali, že již dobyli a byli poraženi. Když ale Solin v roce 1536 dobyli Osmané, připravovala se vojska Osmanské říše na rozhodující bitvu o Klis. Když bylo město o rok později napadeno, do bitvy společně s Kružićem šlo 3000 německých a 700 italských vojáků (poslaných papežem Pavlem III.). Když však Turci s hlasitým křikem zaútočili, německé a italské jednotky údajně ve strachu ustoupily a na bojišti nechaly Kružiće samotného s několika muži.

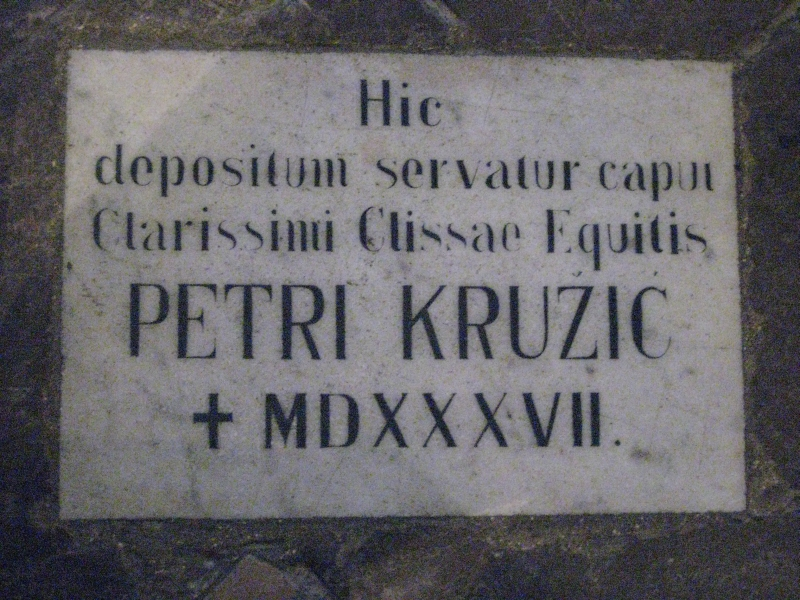
Náhrobek Petra Kružiće

Kružićovi se nepodařilo velké přesile uniknout a byl osmanskými vojáky zabit. Po jeho smrti v roce 1537 byl Klis bez boje vydán pod podmínkou, že Turci budou mít kontrolu nad okolní oblastí, ale ne nad městem.